# Добра (Требішовський округ)
Добра (словац. Dobrá, угор. Kisdobra, Dobra) — село в Словаччині в Требішовському окрузі Кошицького краю. Село розташоване на висоті 112 м над рівнем моря. Населення — 441 чол. Вперше згадується в 1323 році.

## Географія
Протікає Сомоторський канал.

## Населення
| Рік:            | 1994. | 2004.    | 2014.    | 2024.   |
| --------------- | ----- | -------- | -------- | ------- |
| Кількість осіб: | 353   | 414      | 487      | 505     |
| Різниця:        |       | +17,28 % | +17,63 % | +3,69 % |

| Рік:            | 2023. | 2024.   |
| --------------- | ----- | ------- |
| Кількість осіб: | 507   | 505     |
| Різниця:        |       | -0,39 % |